# Route nationale 110a
La route nationale 110A, ou RN 110A, était une route nationale française reliant Anduze à Saint-Christol-lès-Alès.
À la suite de la réforme de 1972, elle a été déclassée en RD 910A.

## Ancien tracé d'Anduze à Saint-Christol-lès-Alès (D 910a)
- Anduze
- Bagard
- Saint-Christol-lès-Alès